# František Konopásek
František Konopásek (26. listopadu 1890 Lužná – 16. března 1943 Věznice Plötzensee) byl československý legionář, důstojník a odbojář z období druhé světové války popravený nacisty.

## Život

### Mládí
František Konopásek se narodil 26. listopadu v Lužné na Rakovnicku v rodině rolníka Františka Konopáska a jeho manželky Anny, rozené Spurné. Mezi lety 1903 a 1911 vystudoval vyšší reálku v Rakovníku a v Lounech. Po maturitě nastoupil k c. a k. armádě jako jednoroční dobrovolník, během služby absolvoval záložní důstojnickou školu. Po návratu z vojenské služby vystudoval mezi lety 1913 a 1914 učitelský kurz v Praze.

### První světová a ruská občanská válka
Po vypuknutí první světové války byl František Konopásek odeslán na ruskou frontu, kde 25. března 1915 během bojů v Karpatech padl v hodnosti praporčíka do zajetí. Do Československých legií se přihlásil v srpnu 1916 v Taškentu, nejdříve ale pracoval v kovárně v Taganrogu. Příslušníkem 5. roty pěšího pluku 7 se stal 12. července 1917, v říjnu téhož roku byl pověřen náborovou činností, od srpna 1918 působil jako velitel 6. roty pěšího pluku 12. Absolvoval Sibiřskou anabázi a dosáhl hodnosti kapitána.

### Mezi světovými válkami
Do Československa se František Konopásek vrátil v roce 1920. Pokračoval ve službě v armádě, kde působil na různých postech v Chomutově a hodnostně a kariérně stoupal. Od září 1931 do června 1933 přednášel pěchotní taktiku na Vysoké škole válečné v Praze. Poté opět sloužil u jednotek, od listopadu 1936 na pozici velitele cyklistického praporu 1 v Josefově, kde ho zastihla i německá okupace v březnu 1939. V činné službě dosáhl hodnosti plukovníka.

### Druhá světová válka
Po okupaci vstoupil František Konopásek do řad Obrany národa. Za svou činnost byl zatčen gestapem. Vězněn byl na Pankráci, v Dachau a Drážďanech. Byl odsouzen k trestu smrti a 16. března 1943 popraven gilotinou berlínské věznici Plötzensee.

## Rodina
František Konopásek byl ženatý, manželům se narodily dvě dcery a syn. Jeho synovcem a synem jeho sestry Anny byl Otakar Jaroš, který padl v bitvě u Sokolova.

## Posmrtná ocenění
- František Konopásek byl 5. listopadu 1947 in memoriam povýšen do hodnosti brigádního generála